# Jawa 750
Jawa 750 byl sportovní automobil vyrobený v šesti exemplářích v roce 1935 společností Zbrojovka Ing. F. Janeček, Praha-Nusle II. na Zelené lišce. Vznikly tři vozy s karosérií kupé a tři otevřené roadstery. Vozy byly postaveny pro III. ročník závodu 1000 mil československých, v němž ve své kategorii obsadily první tři místa. Úřední osvědčení (homologaci) Zemského úřadu v Praze získaly vozy 7. června 1935, 1000 mil startovalo 15. června. Později se účastnily také dalších československých sportovních podniků.

## Vznik a vývoj
Československý podnikatel Ing. František Janeček (1878 – 1941), majitel zbrojovky nesoucí jeho jméno, zavedl v roce 1929 licenční výrobu německých motocyklů Wanderer. Nesly značku Jawa (Janeček-Wanderer). Od roku 1934 začal vyrábět i automobily na základě licenční smlouvy, kterou podepsal s Jørgenem Skafte Rasmussenem, technickým přednostou Auto Union, majitelem a ředitelem DKW. Prvním modelem byla Jawa 700/DKW Meisterklasse 701, typ F 2. V létě 1934 bylo vyrobeno mimo tudorů i několik sportovních vozů, roadsterů a kupé. Pražská firma Kaiser a Kronberger (zástupce Jawy) si dala kupé navrhnout od Ing. Zdeňka Kliky, dovozce britských automobilů a motocyklů. 
Druhého ročníku prestižního závodu 1000 mil československých se účastnila dvojice vozů, zastupující značku Jawa. Oba vozy byly vybaveny motorem o zvýšeném zdvihovém objemu na 750 cm³.   První z nich byl roadster Jawa 750 a nebýt zadření motoru mohla s ním posádka Vitvar – Pánek zvítězit ve své kategorii, v níž prakticky po celou dobu vedla. S aerodynamickým kupé Jawa 750 Jaray, ztvárněném významným karosářem Paulem Jarayem, Jar. Kaiser a Frank Kronberger (st. č. 4) obsadili skvělé 2. místo v třídě do 750 cm³ v průměrné rychlosti 71,4 km/h. Po tomto úspěchu vzrostl pražskému zastoupení Jawy u firmy Kaiser & Kronberger prodej motocyklů a automobilů natolik, že se v roce 1935 z ul. Karolíny Světlé 316/13 na Starém Městě přestěhovali do větších prostor na Nádražní ul. 74 na Smíchově. Ale ani tam dlouho nevydrželi. Již na podzim v roce 1936 přemístili na Letnou, Bělského 10 (dnes Dukelských hrdinů).
Za vítězství v 1000 mílích československých získali I. cenu 3 000 Kčs v „zavřených vozech“ Autoklubu Republiky Československé (AKRČs.) a II. cenu 2 000 Kčs AKRČs za umístění ve třídě. Na lepší peníze si však přišli získáním ceny firmy Zbrojovka Janeček 5 000 Kčs a ceny firmy Kudrnáč z Náchoda (pozdější Rubena Náchod) 4 000 Kčs za nejlepšího jezdce na pneu Everit. Další odměny získali od firmy Elektrotechna za jízdu se svíčkami Sinterkorund a za umístění ve třídě – celkem 1 500 Kčs.
Povzbuzen tímto neočekávaným úspěchem se ing. Janeček rozhodl postavit 6 sportovních vozů s vyšším výkonem a se zvětšeným objemem válců na 745 cm³. Tak vznikla pro rok 1935 a pro III. ročník 1000 mil československých šestikusová série automobilů Jawa 750. Tento typ se stal nejslavnějším předválečným automobilem značky Jawa. 
Kompletace vozu vyžadovala logistický um. Podvozky a motory vznikaly v mateřském závodě v Praze – Nuslích, odkud byly převáženy do závodu Jawa v Týnci nad Sázavou (nyní JAWA Moto). Tam se „potkaly“ s karoseriemi vyráběnými v závodě Kvasiny (Solnice) na Rychnovsku (nyní Škoda Auto) a finální montáž mohla být dokončena.

## Popis vozu

### Motor
Zážehový kapalinou chlazený, dvoudobý dvouválcový stojatý motor (R2) byl převrtán na zdvihový objem 745 cm³ (zdvih 76 mm, vrtání 79 mm) oproti původnímu motoru z Jawa 700 (vrtání 76 mm, 692 cm³), výkon byl zvýšen ze 14,7 kW (20 k) na 18,5 kW (26 k) při 4200 ot/min a tento výkon uděloval vozu max. rychlost 120 km/h. Na motoru bylo použito patentované vratné vyplachování systémem Schnürle. Motor byl umístěn vpředu napříč před přední nápravou. Dynamobateriové zapalování Bosch (popř. Luma) pracovalo s napětím 6V. Za motorem byla třístupňová převodovka s vícelamelovou spojkou. Od hřídele motoru byl převod síly realizován přes volnoběžku řetězem na spojku v olejové lázni, přes třístupňovou převodovku (3+Z) a diferenciál přímo kloubovým náhonem na přední kola. Palivo (benzín s olejem 1:20) motoru dodával karburátor Zenith s tlumičem sání. Startování elektrickým dynamostartérem (dynamo a startér tvořily jeden celek namontovaný přímo na klikové hřídeli).

### Podvozek
Podvozek vycházel z osvědčené koncepce vozu Jawa 700. Rám byl lisován z ocelových U-profilů. Hlavní rozměry podvozku: rozvor náprav 2 300 mm a rozchod kol 1200/1200 mm. Pohon předních kol. Řízení šnekové. Přední i zadní disková kola na dělených nápravách byla zavěšena na dvou příčných listových perech s kapalinovými tlumiči. Vůz měl přední i zadní brzdy bubnové, kapalinové, ruční brzda působila na zadní kola. Zadní kola měla odnímatelné kryty. Vozy byly osazeny pneumatikami 4,00x19".

### Karoserie
Tvůrce karoserie se inspiroval Jarayovou uzavřenou karoserií kupé z roku 1934, avšak tentokráte Jawy dostaly jedinečný švih a eleganci. Dodnes působí nadčasovým tvarem, vyváženými proporcemi, dynamikou křivek, které vystihovaly jejich sportovní charakter.
Tři dvousedadlové vozy měly otevřenou karoserii roadster, tři byly v provedení uzavřených kupé. Hlavní vnější rozměry: délka 3650 mm, šířka 1400 mm, výška 1550/1450 mm (kupé/roadster), pohotovostní hmotnost 705 kg (kupé), 700 kg (roadster). Zajímavostí vozu byla bezrámová konstrukce s nosnou dřevěnou příhradovou kostrou karosérie. Na dřevěné kostře byly připevněny nápravy i motor, karosérie byla tedy samonosná.
V provedení kupé byla karoserie vyrobena podle přísných pravidel aerodynamiky, což lze pozorovat nejen v zadní splývavé části, ale též na dvoudílném předním skle nebo chybějících zpětných zrcátek a klikách dveří (ty se otevíraly zevnitř). Příkazu nízké hmotnosti odpovídá i instalace pouze jednoho stěrače předního skla.

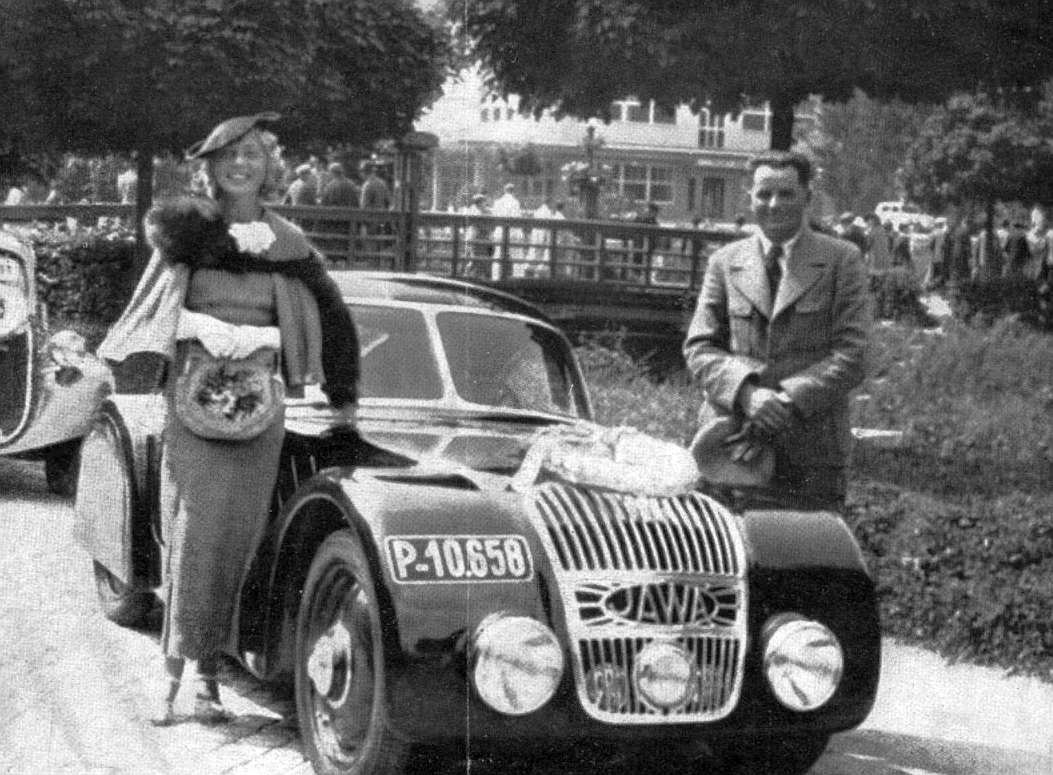
Antonín Vitvar a Jawa 750 kupé na Concours d' Élegance (Luhačovice 1935)

Roadster dostal do vínku dva deflektory nevelkých rozměrů. Zatímco v přední části jsou hned tři reflektory, vzadu klasická skupinová světla zcela chybí. Zejména kupé bylo stylisticky mimořádně zdařilé a je dodnes považováno za jeden z nejkrásnějších vozů v dějinách československé automobilové výroby. Karoserie a vůz byly například oceněny na soutěži elegance (Concours d' Élegance) v lázních Luhačovice, která se uskutečnila 18. srpna 1935. Automobil Jawa 750 kupé byl předveden Antonínem Vitvarem a získal v soutěži stříbrný věnec.

## Sportovní nasazení

### 1000 mil československých
Vrcholem sportovní sezóny roku 1935 byl automobilový závod 1000 mil československých. V roce 1935 se jelo na mírně upravené trase Praha – Kolín – Německý Brod – Jihlava – Velké Meziříčí – Brno – Břeclav – Bratislava s tím, že účastníci závodu jeli z Prahy do Bratislavy a zpět do Prahy bez přerušení dvakrát. Byl z Brna vynechán úsek Slavkov – Hodonín – Sekule a byl nahrazen úsekem Mikulov – Lednice – Břeclav – Lanžhot – Kúty. Tím se trasa závodu zkrátila na 1540,4 km. Celkem tedy téměř 1600 kilometrů ostré jízdy bez odpočinku.
Tohoto posledního ročníku závodu (III.), který byl odstartován v Praze 15. června 1935 v půl šesté odpoledne, se zúčastnila továrna Jawa se šesti červeně nalakovanými automobily, postavenými výhradně pro tento závod. S vozy kupé jeli: st. č. 71 Vitvar-Eichler, č. 72 Zborník-Ladislav Turek a č. 73 Maršíček-Moravec, s vozy roadster pak č. 74 bratři R. a B. Protiva (zástupci Jawy na Kladně), č. 75 Feuerstein-Borkovec a č. 75 Kaiser-Kronberger. Jezdci měli bílé kombinézy, červené kukly a hnědé rukavice. Úspěch v závodě byl mimořádný. Vozy Jawa 750 vyhrály kategorii sedmsetpadesátek i prestižní cenu prezidenta republiky pro nejúspěšnější tým. V kategorii do 750 cm³ obsadily Jawy první tři místa, vítězný roadster s posádkou Jaroslav Kaiser – František Kronberger přitom trať doslova prolétl s průměrnou rychlostí 83,7 km/h (18:24:05 h, což byl čas o téměř dvě a půl hodiny lepší než jakého dosáhli loňští vítězové třídy), druzí skončili Vitvar s Eichlerem (18:59:54 h) těsně před třetími R. a B. Protivou (18.59:56 h). Vítězný vůz Kaisra obsadil v celkovém pořadí závodu 18. místo. Vozy Jawa 750 roadster získaly také prestižní Putovní cenu prezidenta republiky pro nejúspěšnější tým (st. č. 74-76). Rekord třídy z roku 1934 vítězná posádka překonala téměř o dvě a půl hodiny, tehdy zvítězili do 750 cm³ Nahodil s Ovesným na Aeru za 20:49:31 h. Jawa zároveň získala také prestižní cenu prezidenta republiky pro nejúspěšnější tým, kterou předával nově zvolený prezident republiky Edvard Beneš.
Vzhledem k tragickému průběhu závodu s těžkou nehodou posádky Bohumil Turek-Ela Slavíková (Aero 30) a smrtelnou nehodou Františka Kůrky (Walter Junior SS) se ing. Janeček rozhodl, že firma nevyužije svého úspěchu v reklamě.

Jawa 750 na 1000 mil československých 1935
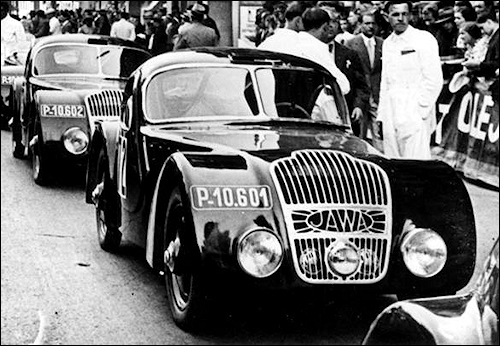
Jawa 750 na startu 1000 mil československých
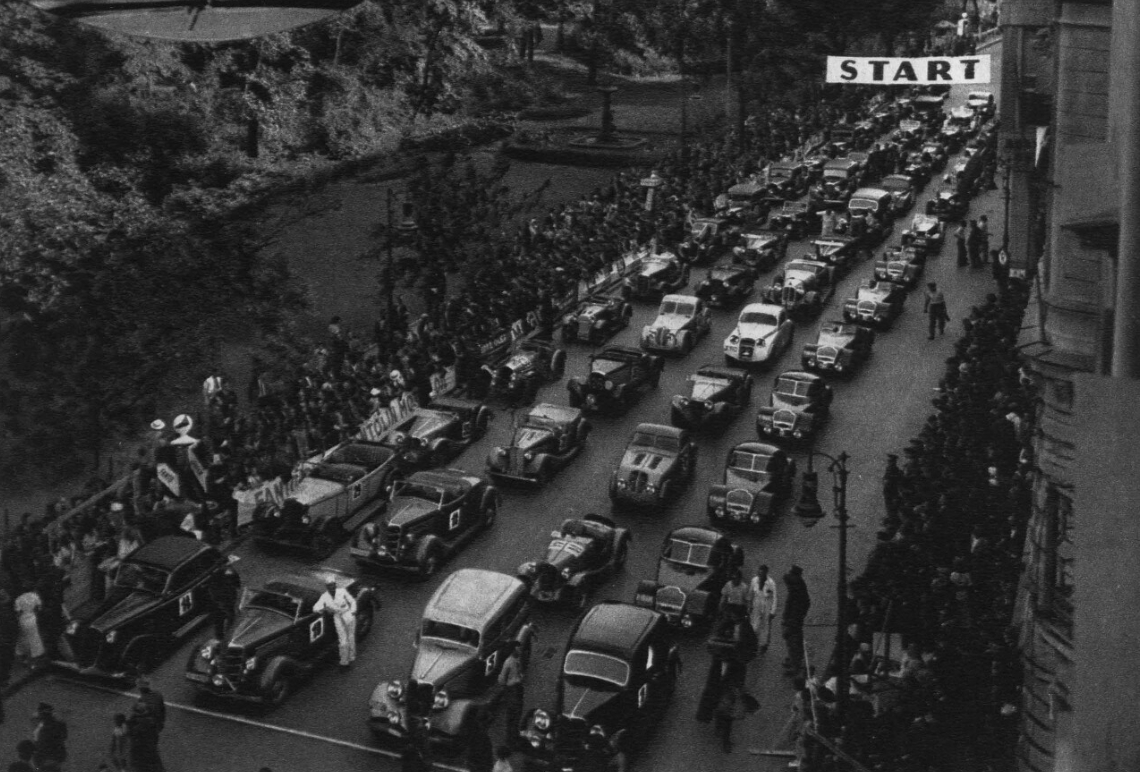
Start závodu, v první řadě zprava na 2.-7. místě vozy Jawa 750
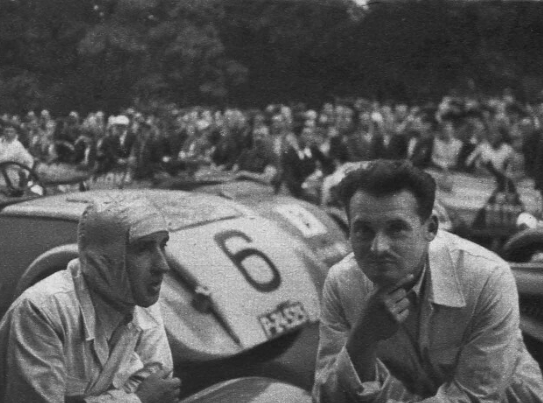
Kaiser a Kronberger (zleva) před startem závodu. Zvítězili na Jawě 750 (st. č. 75) v třídě do 750 ccm
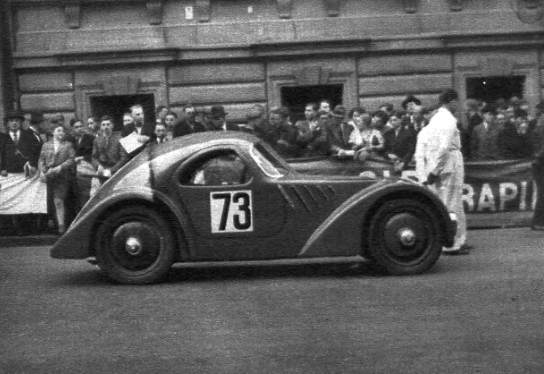
Kupé Jawa 750 posádky Maršíček-Moravec, st. č. 73, před startem

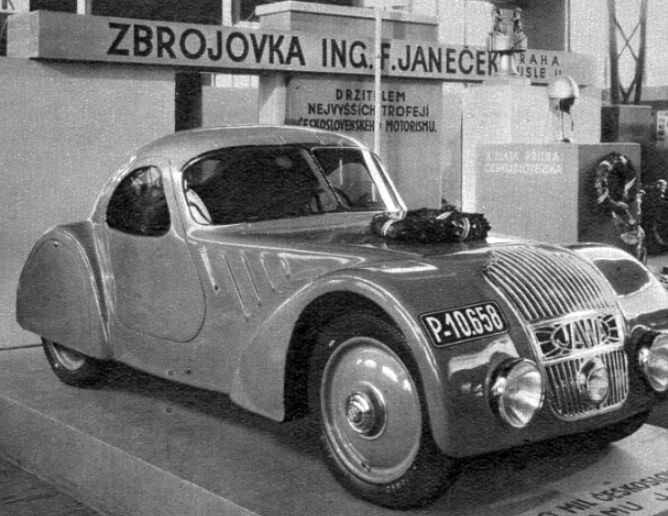
Vítězný vůz třídy do 750 ccm z 1000 mil československých Jawa 750 kupé vystavený na 25. pražském autosalonu (1935)

### Další závodní podniky
První ročník Bohdanečského okruhu se konal krátce po 1000 mílích, 7. července 1935. Pardubická Liga čsl. motoristů vybrala rovinatou trať v délce 15 km (Lázně Bohdaneč-Hrádek-Doubravice-Semtín a zpět), avšak místy pro vozy dosti úzkou a nevalného povrchu. Třída do 750 cm³ jela 12 kol tzn. 180 km a měla 4 startující. Vitvar následován Feuersteinem vedl až do 6. kola, ale pak jej zlobily svíčky a po trojím měnění svíček, se propadl až na 3. místo. Až do 8. kola vedl pak Feuerstein, který byl předstižen Freundem, jenž postupně zlepšoval svůj náskok až na 13 minut. Zvítězil Otto Freund na Zetce Z 6 za 2:23:21,2 h (průměr 75,3 km/hod). Na 2. a 3. místě skončili Vitvar a Feuerstein na Jawách 750. Vítěz Freund jel pak ještě jedno kolo, v němž havaroval a lehce se zranil. Utrpěl tržnou ránu na čele a lehčí zranění na levém oku. Při účasti v Jihočeské soutěži spolehlivosti (1. září 1935) dosáhl Vitvar na letmém kilometru u obce Dasný průměrné rychlosti 134,6 km/h.
Na III. Českobrodském okruhu, konaném 3. května 1936 ve třídě do 750 cm³ vedly od počátku „1000 mílové" otevřené Jawy. Jelo se na 5 kol, celkem 132,5 km. Jawy zvítězily způsobem start-cíl s jedinečnou pravidelností, v průměrné rychlosti 75,5 km/h. Pořadí bylo 1. Antonín Vitvar, Jawa 750, 1:46.13,6 h, 2. Jar. Kaiser, Jawa 750, 1:46.43,5 h.

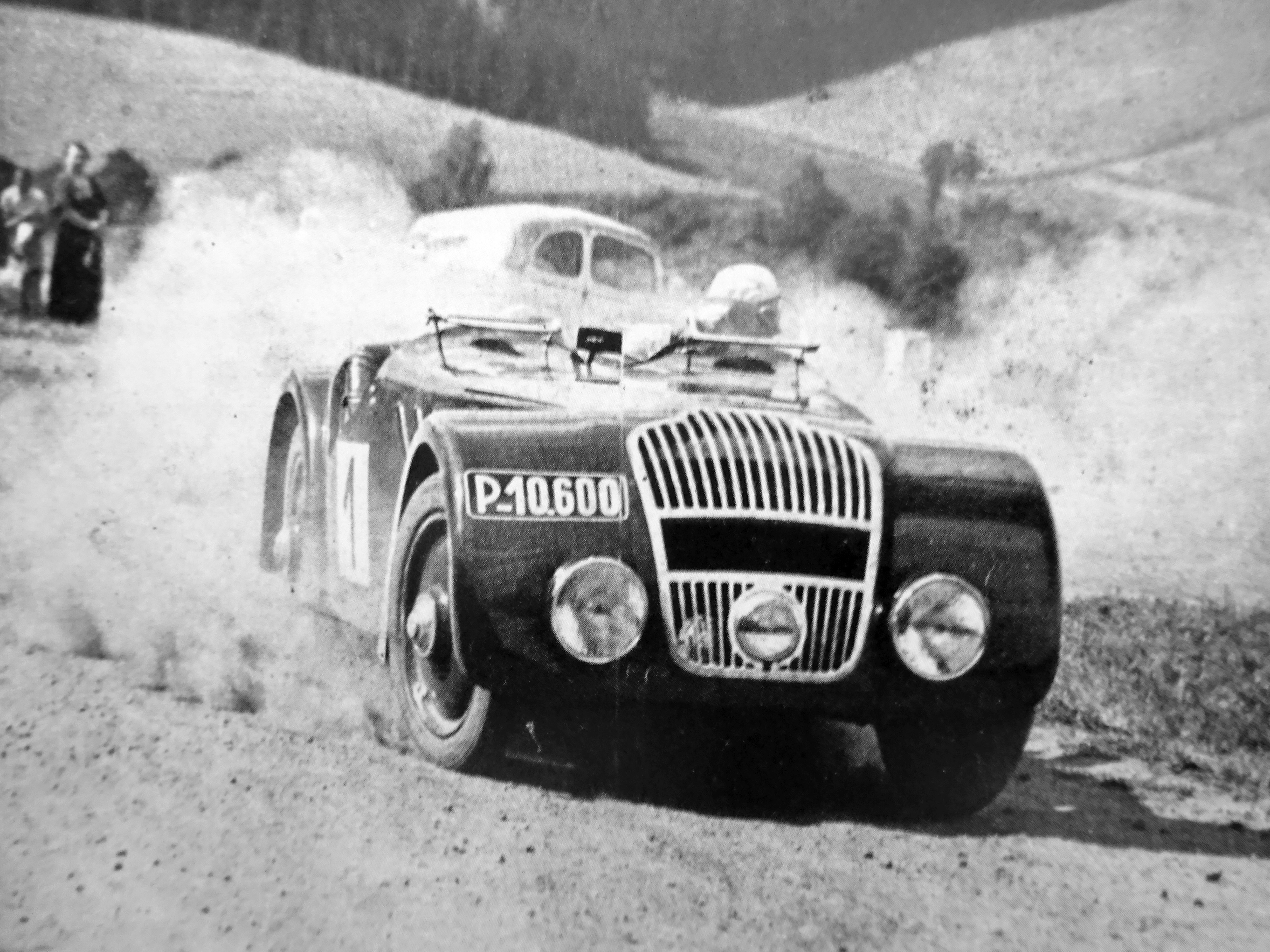
Absolutní vítěz závodu A. Vitvar na Jawa 750, III. Krakonošův okruh 1935

S vozem Jawa 750 Roadster závodil hojně Antonín Vitvar. Jel s ním například 3× Krakonošův okruh v letech 1935-1937. V závodu konaném 14. července 1935 (34 km na 7 kol tj. 238 km) se stal absolutním vítězem v čase 2:47:40,6 h (85,2 km/h), přestože startoval v nejslabší třídě do 750 cm³.
O rok později na zkráceném okruhu na 22 km jely automobily 7 kol tj. 154 km. V automobilech "tradičně" zvítězil místní matador Antonín Vitvar na roadsteru Jawa 750 (třída do 750 cm³) v čase 1:42:07,5 h (průměrná rychlost 90,5 km/h). Zvítězil hladce ve své třídě a dobyl i absolutního vítězství. Na 5. ročníku v roce 1937 v dramatickém závodě seniorů v automobilech do 1 100 cm³ Antonín Vitvar na roadsteru Jawa 750 po startu vedl, ale prorazil pneumatiku a klesl na osmé místo. V pátém kole se však znovu propracoval do vedení a zvítězil ve své třídě v čase 1:19:21,7 h. Měl startovat na roadsteru Jawa 750 i v 6. ročníku Krakonošova okruhu (1938), ale svůj start zrušil z piety vůči svému tragicky zemřelému kolegovi, továrnímu spolujezdci Františku Hauptovi (Jawa 350), který zahynul právě v tomto závodě motocyklů do 350 cm³.
Od roku 1938 byl využíván pro "sportovní" reprezentaci nový model Jawa Minor. V roce 1939 s ním na 18. Rallye Automobile de Monte-Carlo posádka A. Vitvar - J. Musil obsadila 8. místo ve třídě do 750 cm³ a 84. v celkovém pořadí.

## Dochované exempláře
Dochoval se pravděpodobně jediný vůz, osazený karosérií kupé. Kompletní vůz, avšak ve stavu vraku, získalo roku 1992 Národní technické muzeum v Praze. Kupé podstoupilo během let 2001–2005 celkovou renovaci, její náklady dosáhly 1 milion Kč. Od roku 2005 je vystaveno v hlavní hale Národního technického muzea. V roce 2006 byly vyhlášeny výsledky čtvrtého ročníku Národní soutěže muzeí Gloria musaealis 2005. Zvláštní ocenění v kategorii Muzejní počin roku 2005 získalo Národní technické muzeum za renovaci sedmdesátiletého sportovního automobilu Jawa 750 „1000 mil československých“. Roadster Jawa 750 je vystaven v Auto-Moto-Muzeu, Autogalerie V.I.T.V.A.R. v Nové Pace, jedná se pravděpodobně o repliku.

## Galerie

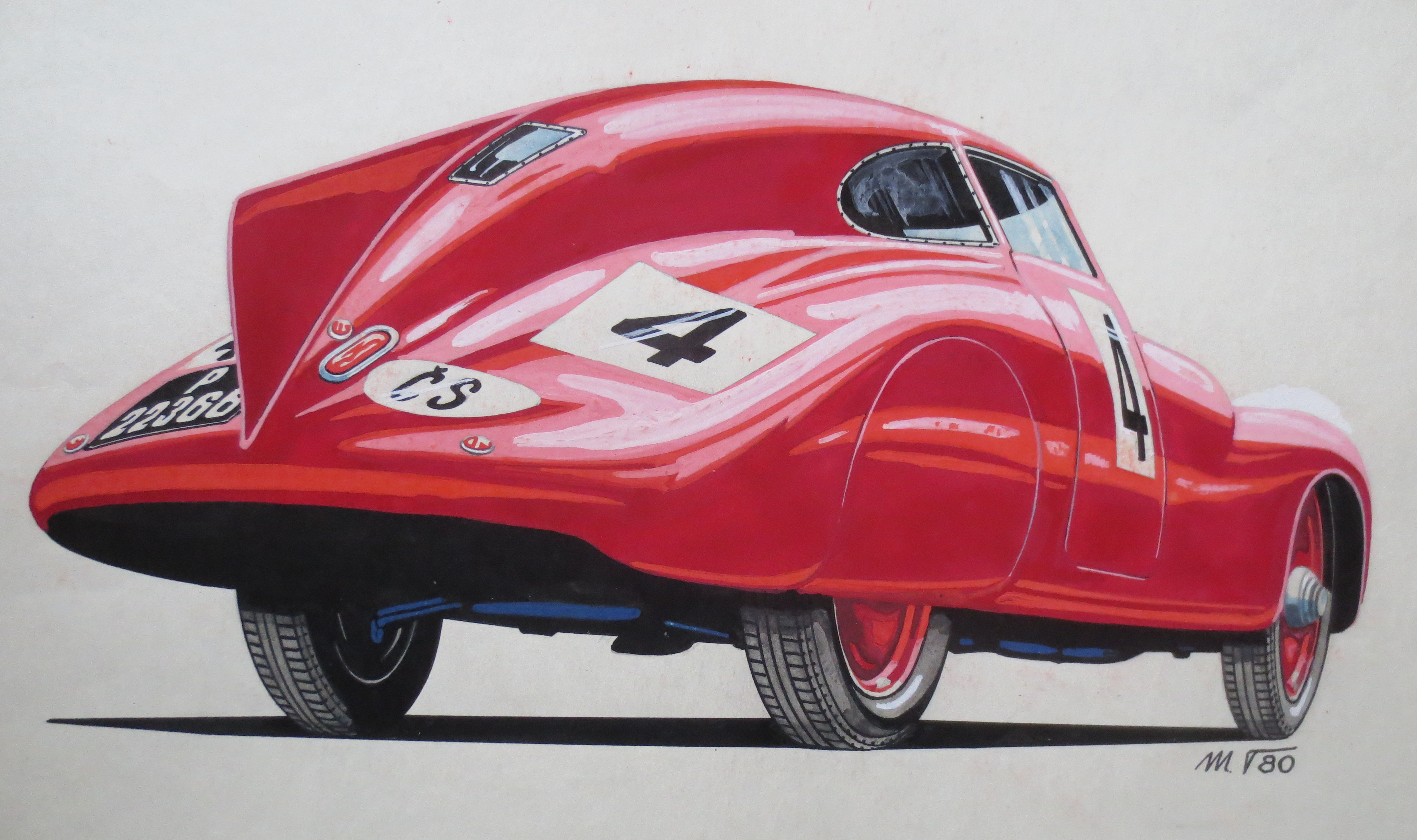
Jawa 750 Jaray (1934)
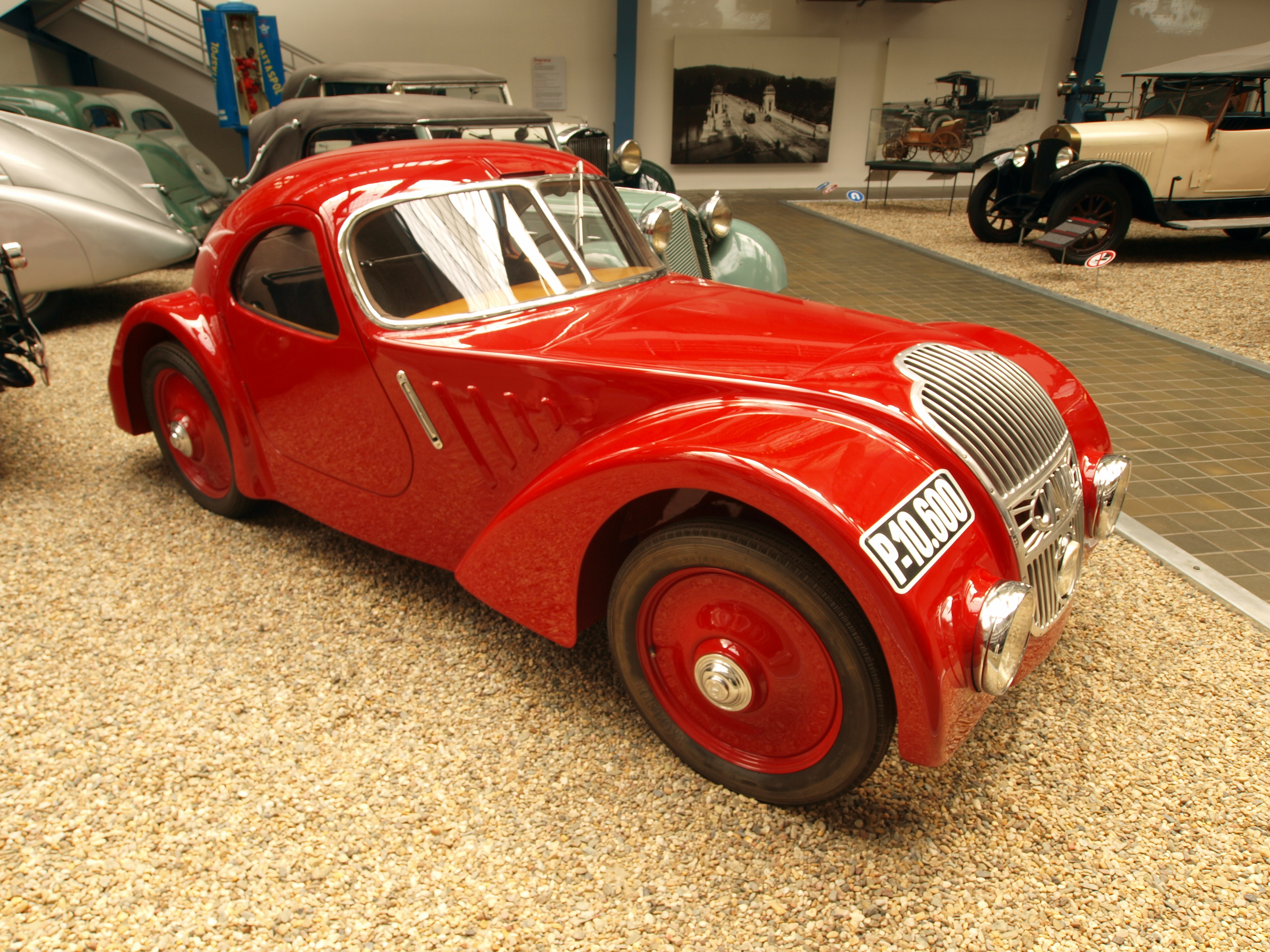
Jawa 750 kupé v NTM Praha
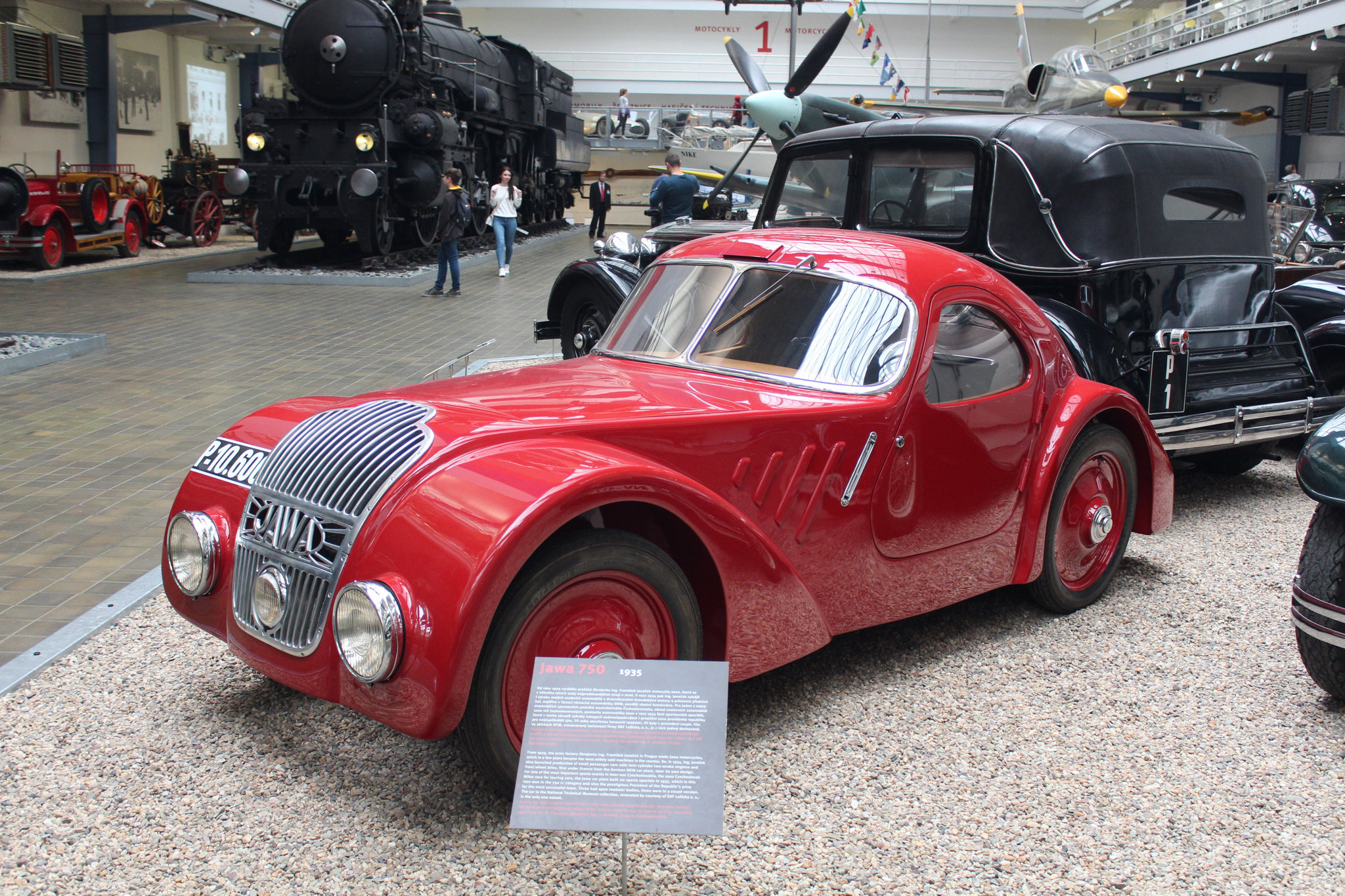
Jawa 750 kupé (1935)
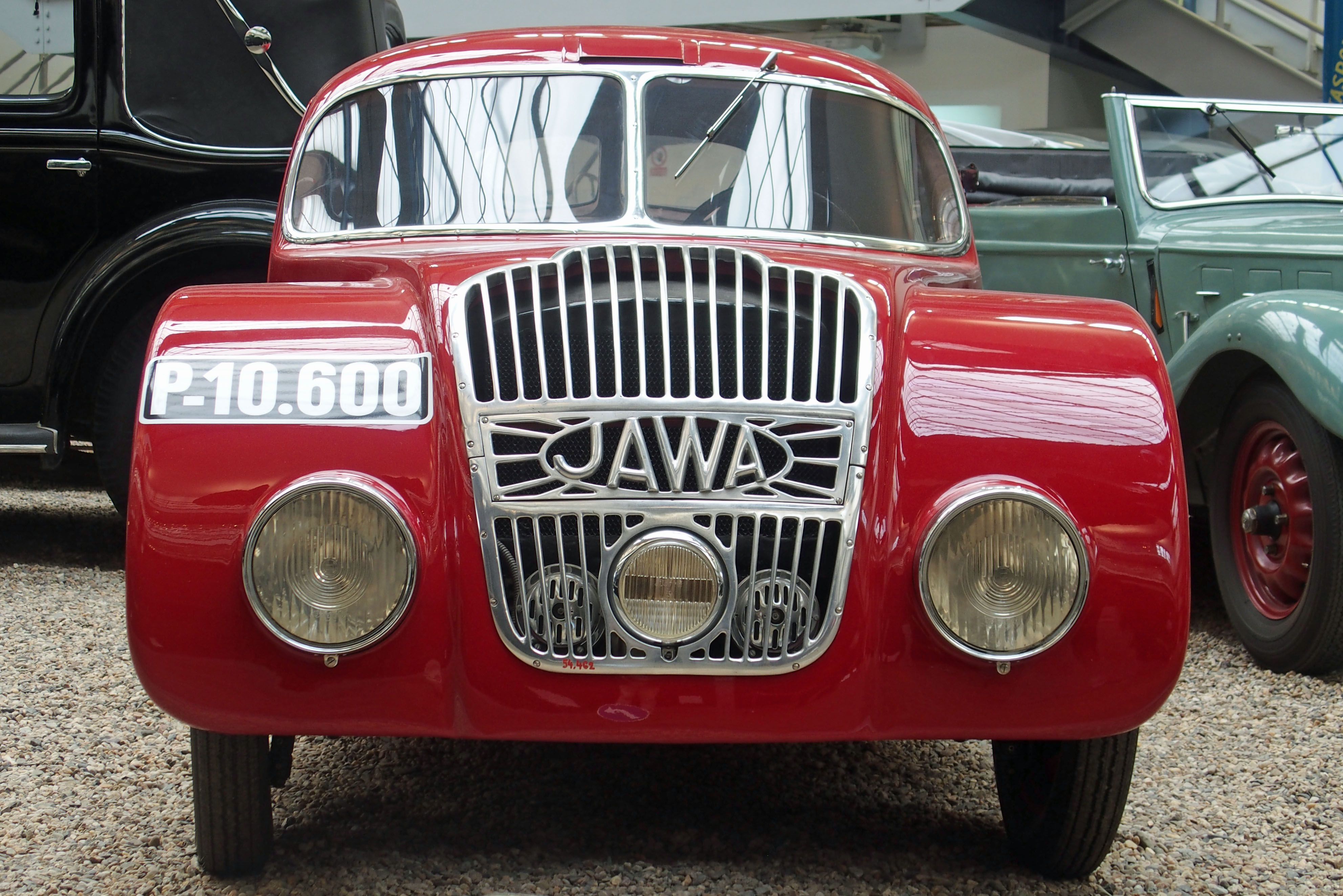
Jawa 750 (čelní pohled)
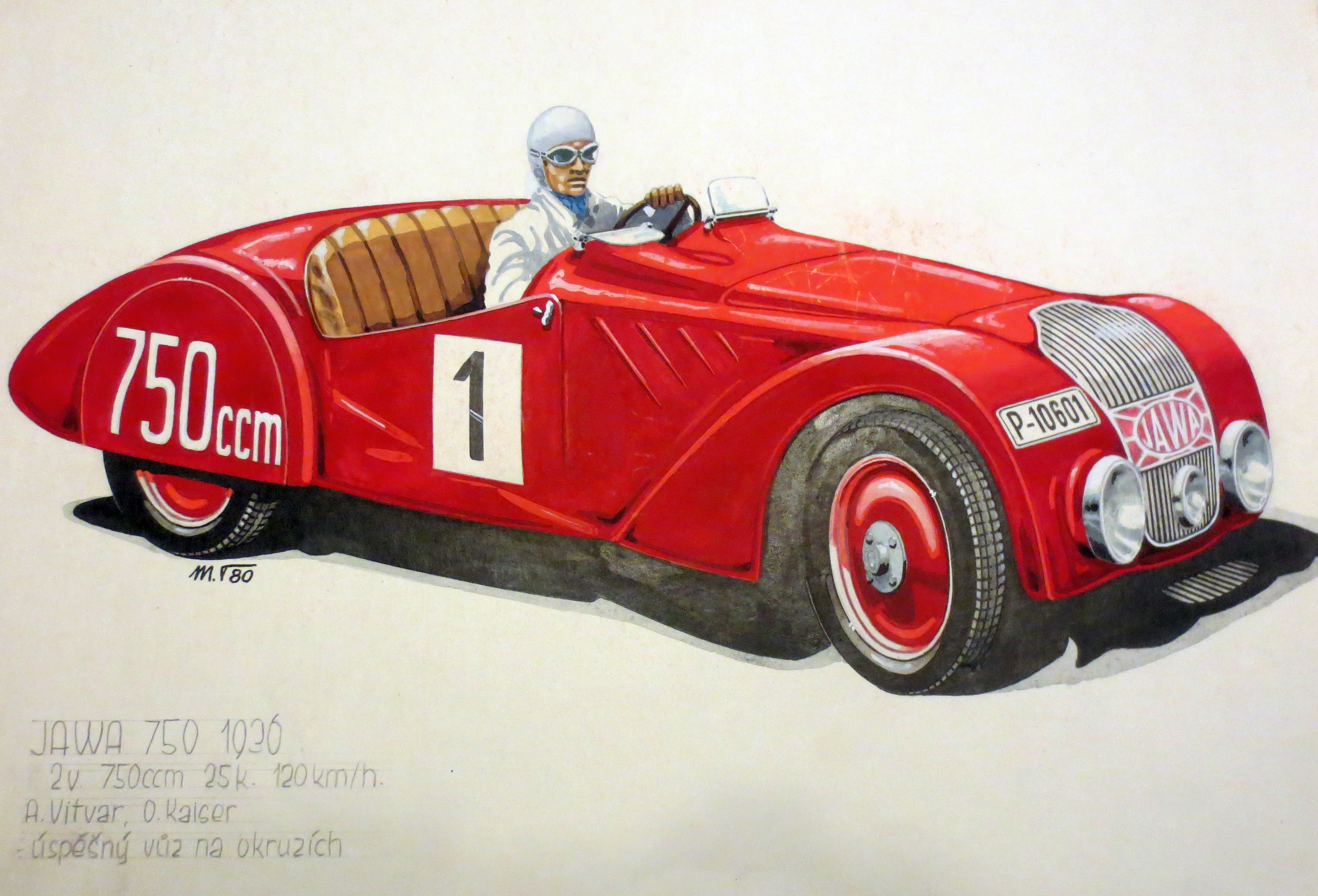
Jawa 750 roadster (1936)